# Laccobius
Genre
Laccobius est un genre d'insectes coléoptères de la famille des Hydrophilidae.

## Classification
Le genre Laccobius est créé en 1837 par l'entomologiste allemand Wilhelm Ferdinand Erichson (1809-1848),.

### Fossiles
Selon Paleobiology Database en 2023, ce genre a treize collections de fossiles, depuis l'Yprésien de l'Éocène inférieur, soit de 50,3 Ma avant notre ère.

## Description
Petits coléoptères d'eau largement ovales et brillants. Ils sont souvent de couleur relativement vive. Le dessus est densément et assez grossièrement ponctué de points sombres qui forment parfois des rangées sur les couvertures. Les pattes, sans franges de poils, et les palpes sont plus ou moins rougeâtres.

## Mode de vie
Les espèces du genre Laccobius vivent dans les eaux douces riches en végétation.

## Espèces fossiles
Selon la Paleobiology Database en 2023, ce genre a aussi quatre espèces fossiles référencées :
- †Laccobius elongatus Scudder, 1878
- †Laccobius flachii Lomnicki, 1894
- †Laccobius priscus Oustalet, 1870
- †Laccobius vetustus Oustalet, 1874[2]

## Liste d'espèces
En 2023, il y a quatre-vingt-une espèces référencées du genre Laccobius,,,:

## Galerie

Quelques espèces vivantes du genre Laccobius.
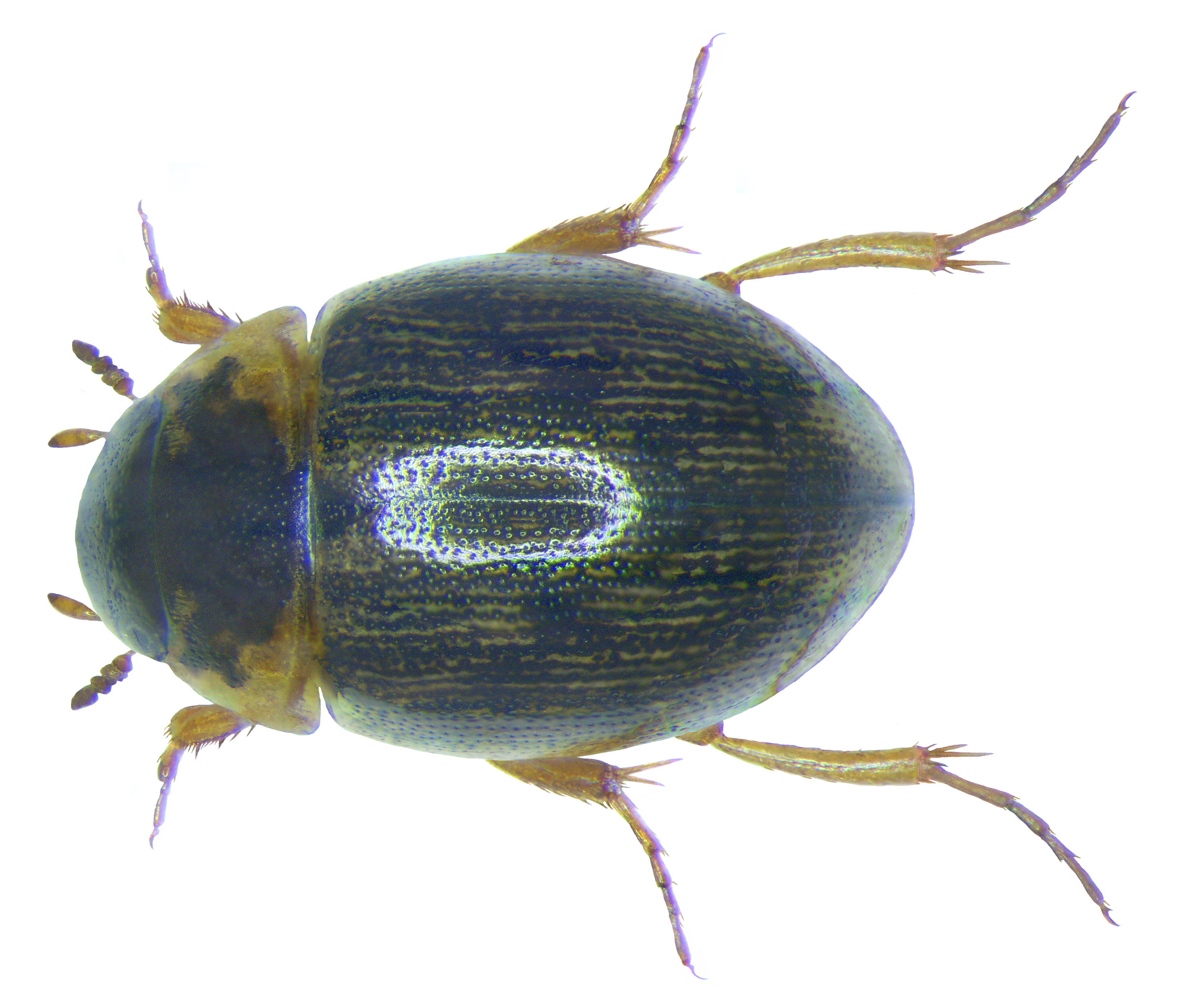
Laccobius bipunctatus.
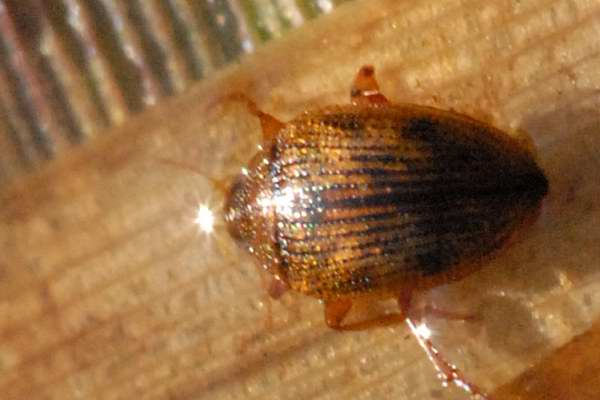
Laccobius minutus.
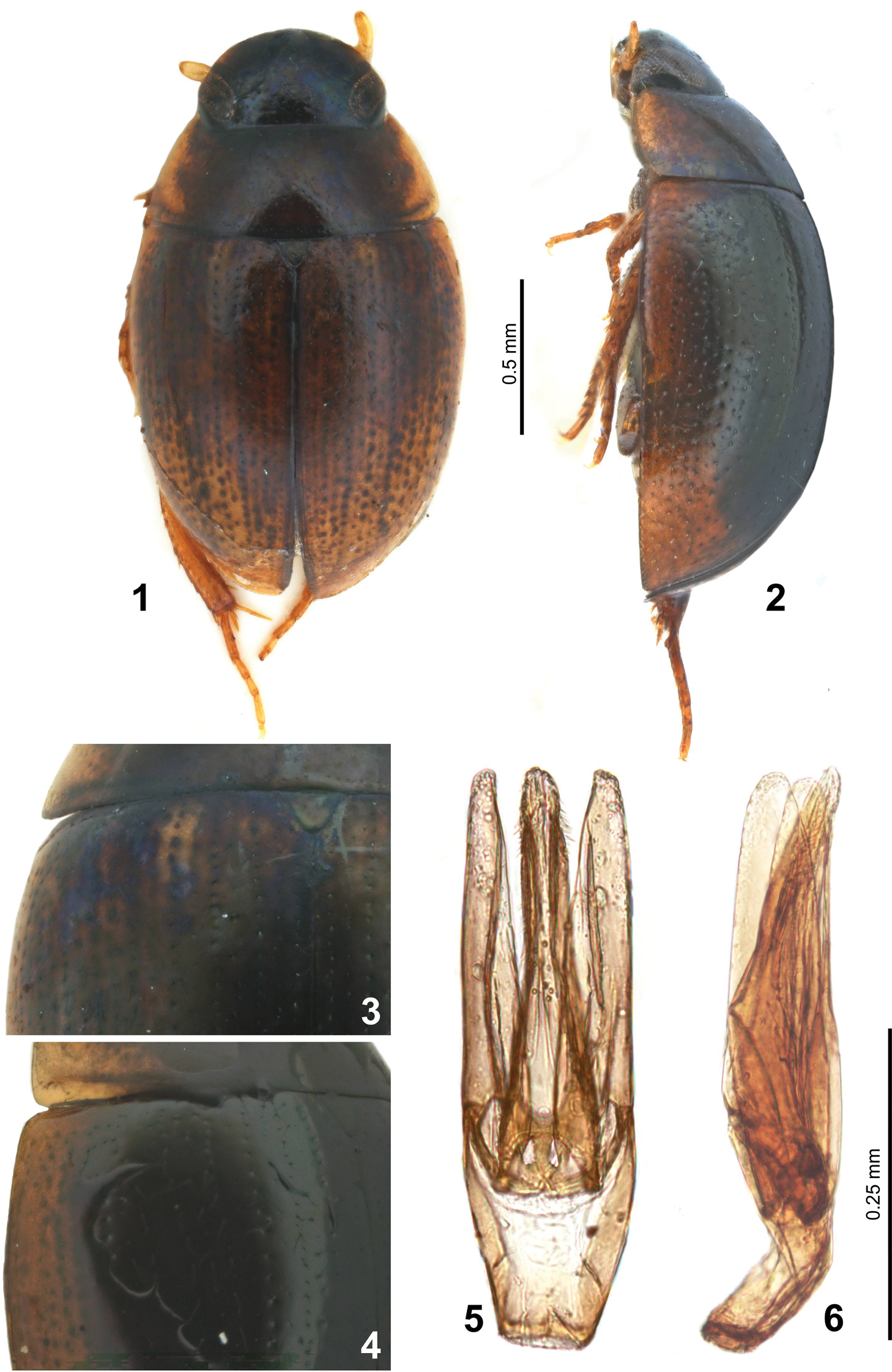
Laccobius motuoensis.
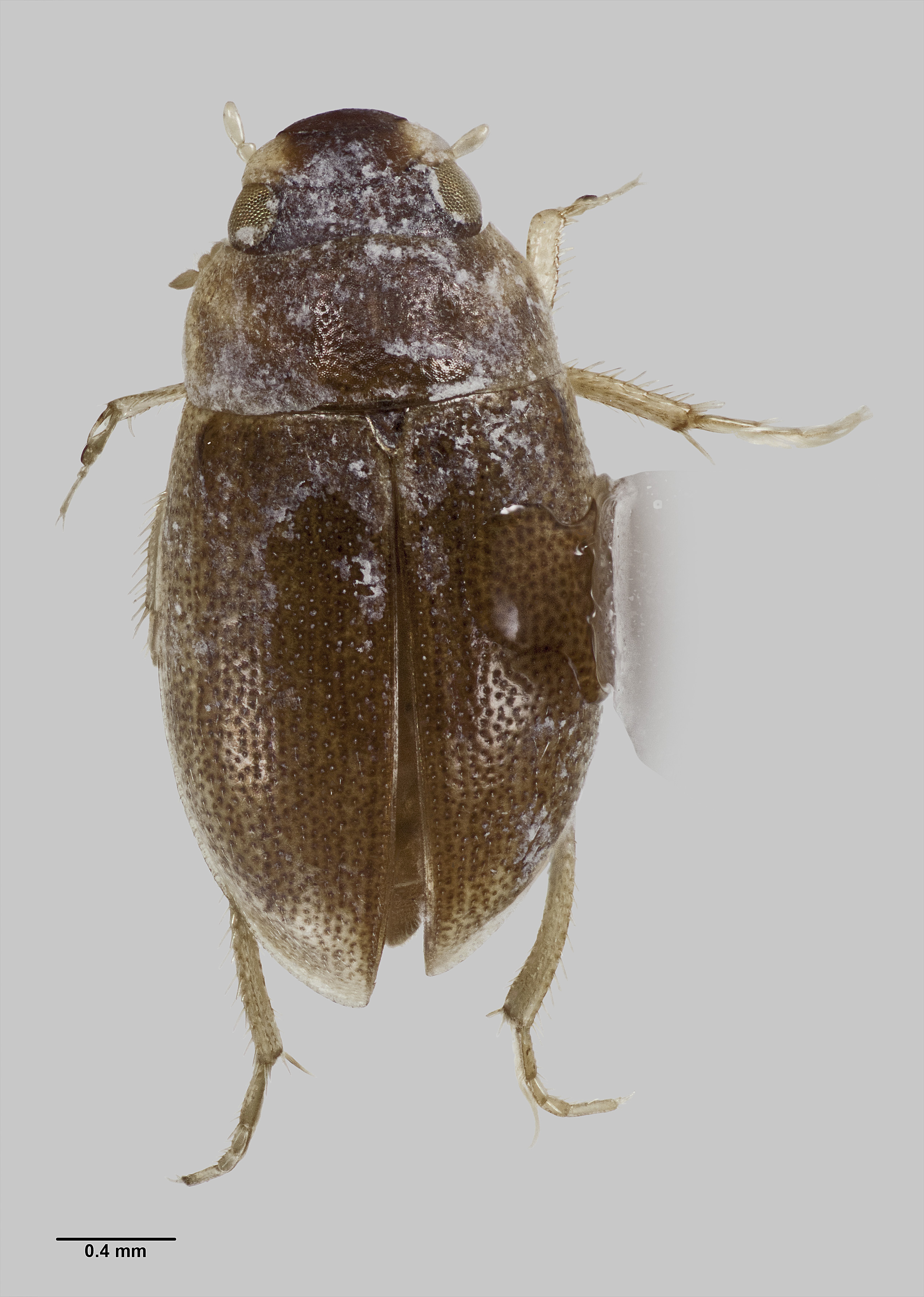
Laccobius arrowi.
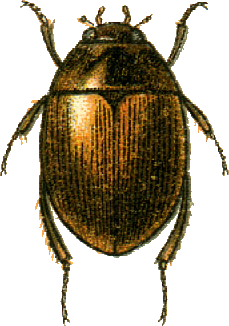
Laccobius cinereus.

### Publication originale
- [1837] (de) Wilhelm Ferdinand Erichson, Die Käfer der Mark Brandenburg, vol. 1, Part 1, Berlin, F. H. Morin, 1837, viii + 1-384 (lire en ligne).